# Miramar (Córdoba)
Miramar de Ansenuza es una población ubicada en el noreste de la  provincia de Córdoba, Argentina, en el departamento San Justo, sobre la costa sur de la gran laguna de Mar Chiquita (es la única población situada a la vera de "La Mar", como la llaman sus habitantes).

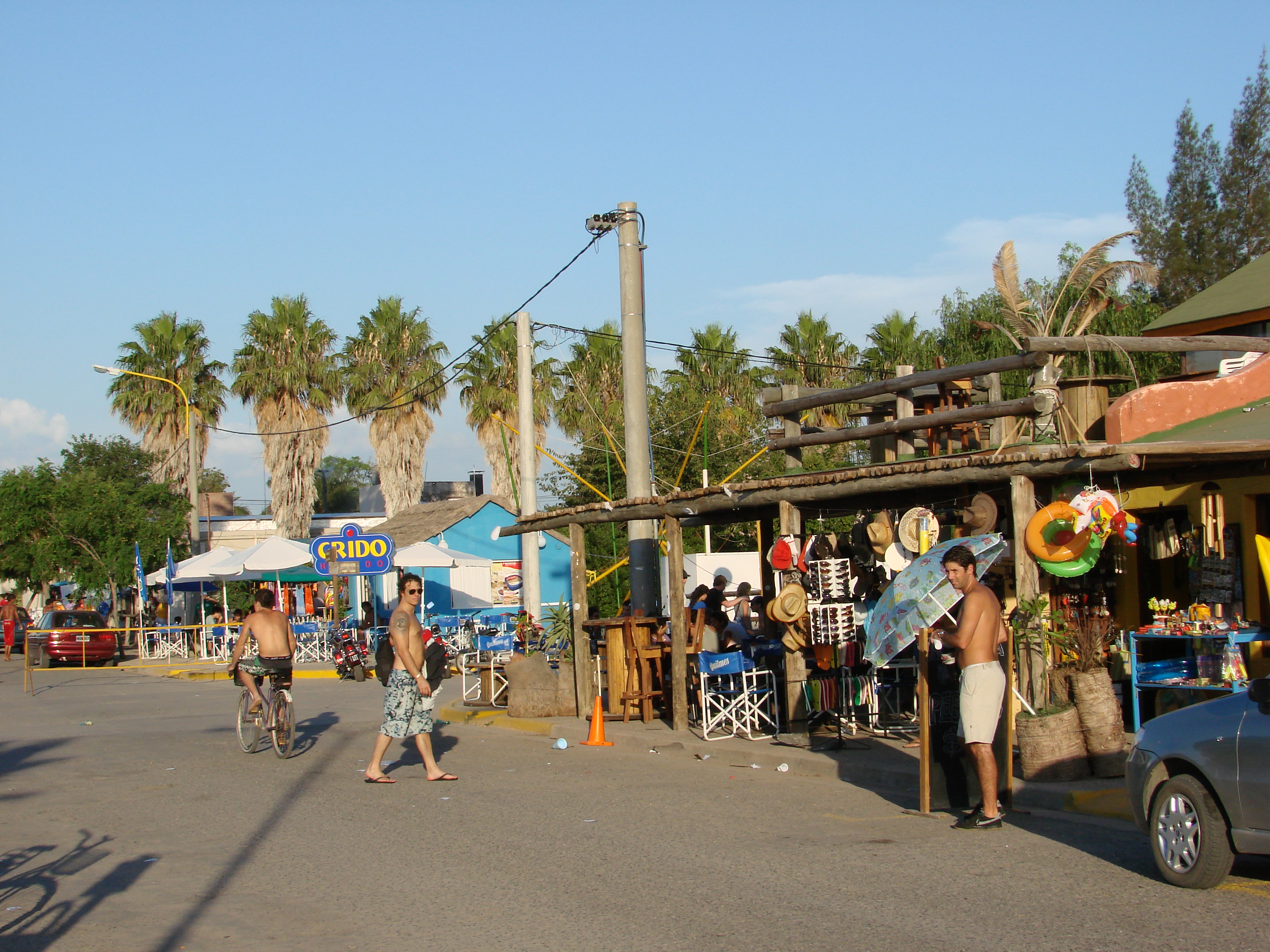
Calle central de Miramar

Su clima es muy agradable, templado cálido con abundante heliofania (brillo solar) casi todo el año. El balneario se desarrolló rápidamente entre los años 1940 y 1960, merced a las propiedades terapéuticas de los barros y aguas saladas de la gigantesca laguna de Mar Chiquita o Mar de Ansenuza (el espejo de agua más grande de la Argentina y el quinto de Sudamérica. Hacia 1970, Miramar llegó a tener una población estable de unos 4500 habitantes, con 110 hoteles y un casino.

## Historia del agua dulce
Miramar es el único asentamiento en la ribera de la laguna Mar Chiquita (o Mar de Ansenuza de donde su nombre).  Se trata de una comarca sanavirona, donde no hubo poblaciones durante la época colonial. Los primeros residentes fueron cordobeses y santiagueños, que se establecieron de manera espontánea desde, al menos, 1903. Las primeras construcciones hoteleras precedieron al primer loteo en la zona en 1921. Lorenzo Barone construyó lo que se considera el primer alojamiento para turistas en 1908: unas 20 habitaciones levantadas con la técnica constructiva del rancho criollo: barro y postes de quebracho. El agua para beber se traía desde Pozo de los Bueyes, a 25 km de la costa, hasta que alrededor de 1910 se descubrieron pozos surgentes con agua potable. A partir de 1912, los turistas podían llegar en tren a la localidad de Balnearia y, tras cruzar 12 km de tierra, arribar a Miramar (el camino recién se pavimentó en 1954). El ferrocarril trajo nuevos habitantes a lo que era una estación balnearia sin caminos, ni electricidad, ni gobierno comunal.
La fecha oficial de fundación fue el 18 de noviembre de 1924, día en que el gobernador de Córdoba,  Julio A. Roca (h.), firmó el decreto que estableció el ejido urbano de la población.
El hotel de Victorio Rosso, construido en la década del 1920 fue, indudablemente, un hito urbano. Por aquellos años, se ingresaba al pueblo por este hotel y el cartel que anunciaba su nombre: Mira-mar es, para muchos, el origen del nombre a la localidad. Era visitado por cordobeses, rosarinos, porteños, santafesinos y algunos extranjeros. Un Ford T carrozado unía a Miramar con Balnearia, desde donde el tren o la empresa de autobuses El Tío, trasladaba a los viajeros de y hacia Córdoba, capital. 
Alrededor de los alojamientos, la costa de la Mar Chiquita se fue ocupando con muelles, casillas, vestuarios, embarcaciones y visitantes cubiertos de barro. En efecto, la fangoterapia fue uno de los principales atractivos del lugar, ya que se la recomendaba como cura para el reumatismo, entre otras afecciones. A pesar de la sequía que se extendió desde 1944 a 1955, las propiedades curativas del agua eran aún más intensas, pues tenía más de 200 gramos de residuos salinos por litro y el fango era de fácil extracción. En 1948 se construyó el primer canal de un kilómetro y medio de largo y un metro de profundidad para llevar las aguas a las piletas de inmersión. 
Más tarde, el desarrollo económico de la población añadió la cría de coipos (llamados localmente "nutrias") en cautiverio (en 1951, produjo doscientas mil pieles de un centenar de criaderos) y una producción hortícola intensiva.  En 1957 la laguna volvió a acercarse a Miramar, avanzando dos años después sobre su costanera, por lo que a fines de 1959 se reforzaron con piedras sus defensas costeras. En 1961 las aguas retrocedieron otra vez anunciando una nueva sequía.

### El Gran Hotel Viena
Hasta 1977 hubo más de 100 establecimientos hoteleros en Miramar. El más importante de ellos fue el Gran Hotel Viena, fundado en 1941, en funciones desde 1943 y concluido en 1947.El edificio fue construido bajo la dirección de su propietario, el ingeniero Máximo Pahlke, quien había trabajado en la filial argentina de la empresa alemana Mannesmann. Dadas las propiedades curativas del agua y del barro de la laguna, Pahlke decidió invertir en la localidad, vendiendo terrenos que poseía en el sur argentino. 

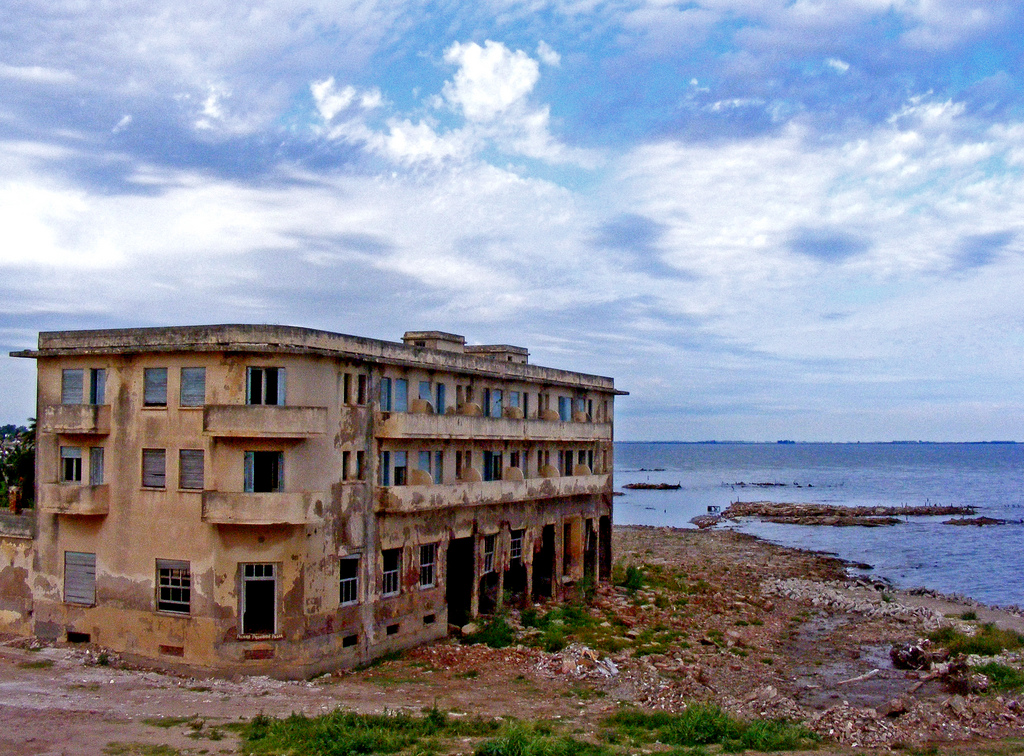
Gran Hotel Viena

Este hotel, situado casi a la vera de la laguna, era de estilo racionalista y estaba dotado de los más avanzados servicios de la época; aire acondicionado central, ascensores y generador de electricidad. Se lo consideraba uno de los más importantes de la provincia de Córdoba, y en él se alojaban numerosas familias pudientes, muchas de ellas de origen alemán. 
Durante la inundación que comenzó en 1977, fue seriamente afectado en su estructura y quedó abandonado. Desde entonces se han desarrollado leyendas y relatos ficticios alrededor del mismo, incluso relacionándolo, por el origen de la familia Pahlke, con el nazismo. Se trata de narraciones falsas, que sirven como atractivo turístico. En la actualidad se realizan visitas guiadas a sus ruinas.

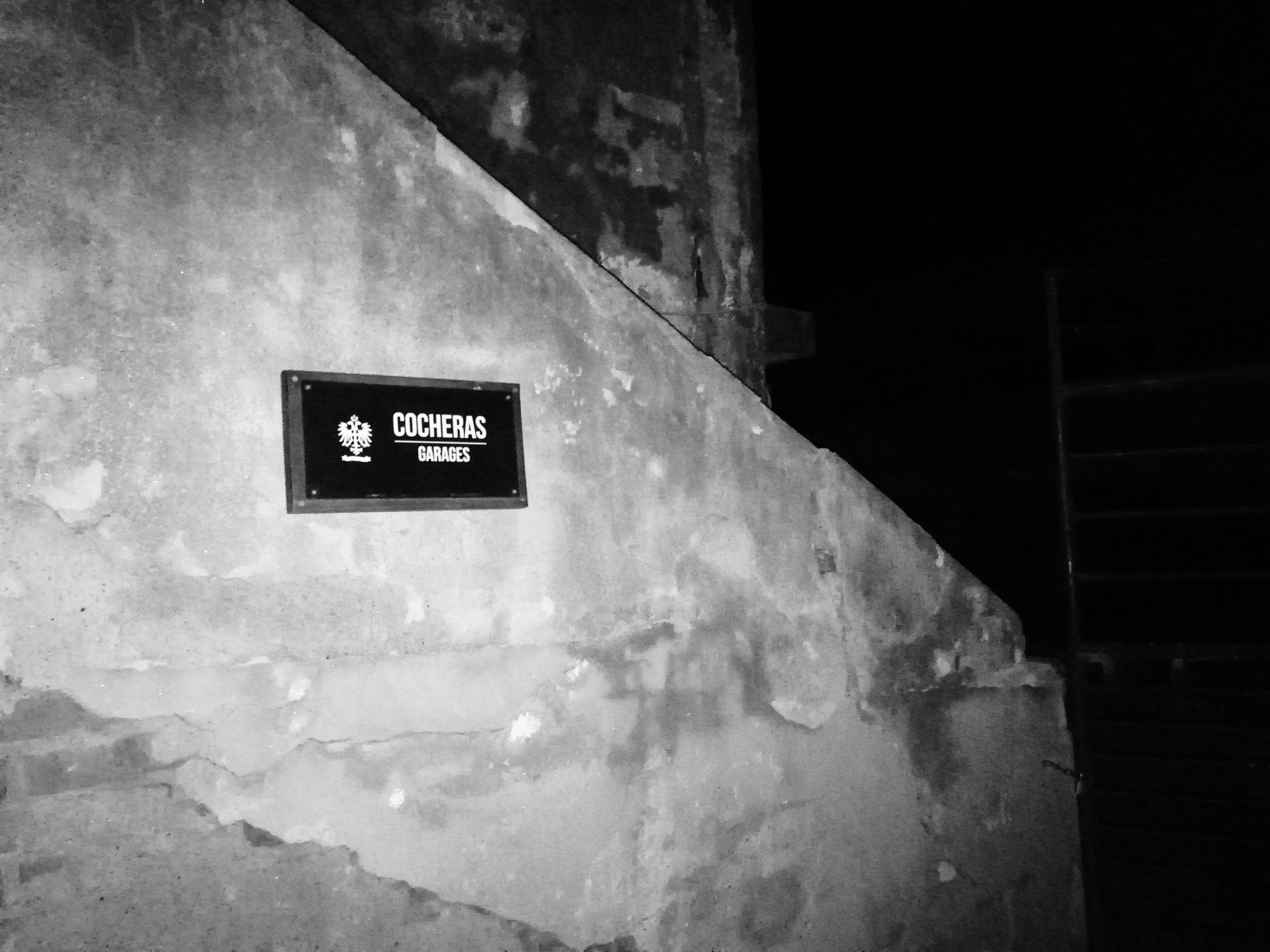
Ingreso a las cocheras en el interior del Gran Hotel Viena

### Inundación de 1977 y crecida de 2001

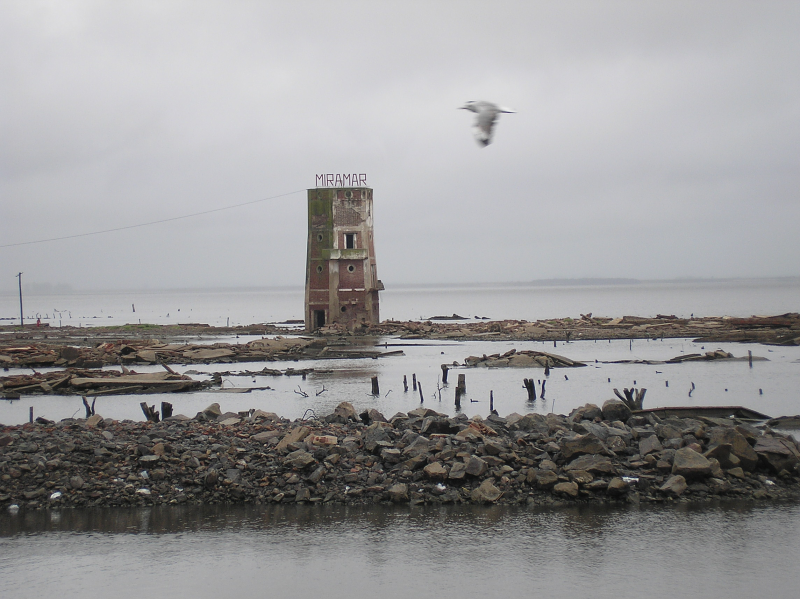
Torre del que fuera el Hotel Copacabana de Miramar.

En 1977, se produjo una gran inundación debido a los excesivos aportes hídricos del río Dulce, el principal tributario de la laguna, el Suquía y el Xanaes. El incremento de agua fue consecuencia de las masivas deforestaciones en las yungas y en los bosques y selvas autóctonas de la región chaqueña, ya que al faltar una importante cobertura arbórea, el agua discurrió superficialmente y laminarmente a gran velocidad en una onda hasta encontrar su nivel de base en la Mar Chiquita.  
Esta inundación sumergió la planta original de la población, unas 37 manzanas, quedando numerosas viviendas, hoteles y comercios bajo el agua y significó una emigración masiva de sus pobladores. 
Durante todo ese periodo la única alternativa económica casi se redujo a la cría de coipos, con fines peleteros.
Muy lenta y gradualmente el poblado se fue refundando a partir de mediados de los años 1980, tomando como su centro, las manzanas que quedaron a salvo de la invasión de las aguas salobres. Tal relocalización se ha efectuado al sur de la primera, alejada del nivel máximo que puede alcanzar la laguna. 
En 2003, nuevamente ingresó un caudal importante de agua amenazando con superar la nueva cota del pueblo, razón por la cual la población de Miramar se mantuvo en vigilia durante algunos meses. A partir de 2005 el nivel del agua comenzó a bajar sostenidamente hasta aproximadamente 2012. En esa oportunidad comenzaron a observarse nuevamente, después de más de 30 años, los ruinosos vestigios del que fuera el antiguo y próspero centro de la localidad. En los primeros meses de 2016, y como consecuencia de las intensas precipitaciones de los dos últimos años,  el "Mar de Ansenuza" ha visto incrementado nuevamente su nivel, pero sin presentar riesgo alguno para Miramar.
Tras estas inundaciones y con la inmersión de construcciones completas, incluida una iglesia, el gobierno provincial, ocupado por militares tras el Golpe de Estado de 1976, decidió detonar las estructuras para evitar que, ante una eventual bajante, se derrumbaran. 

### Miramar en elsigloXXI

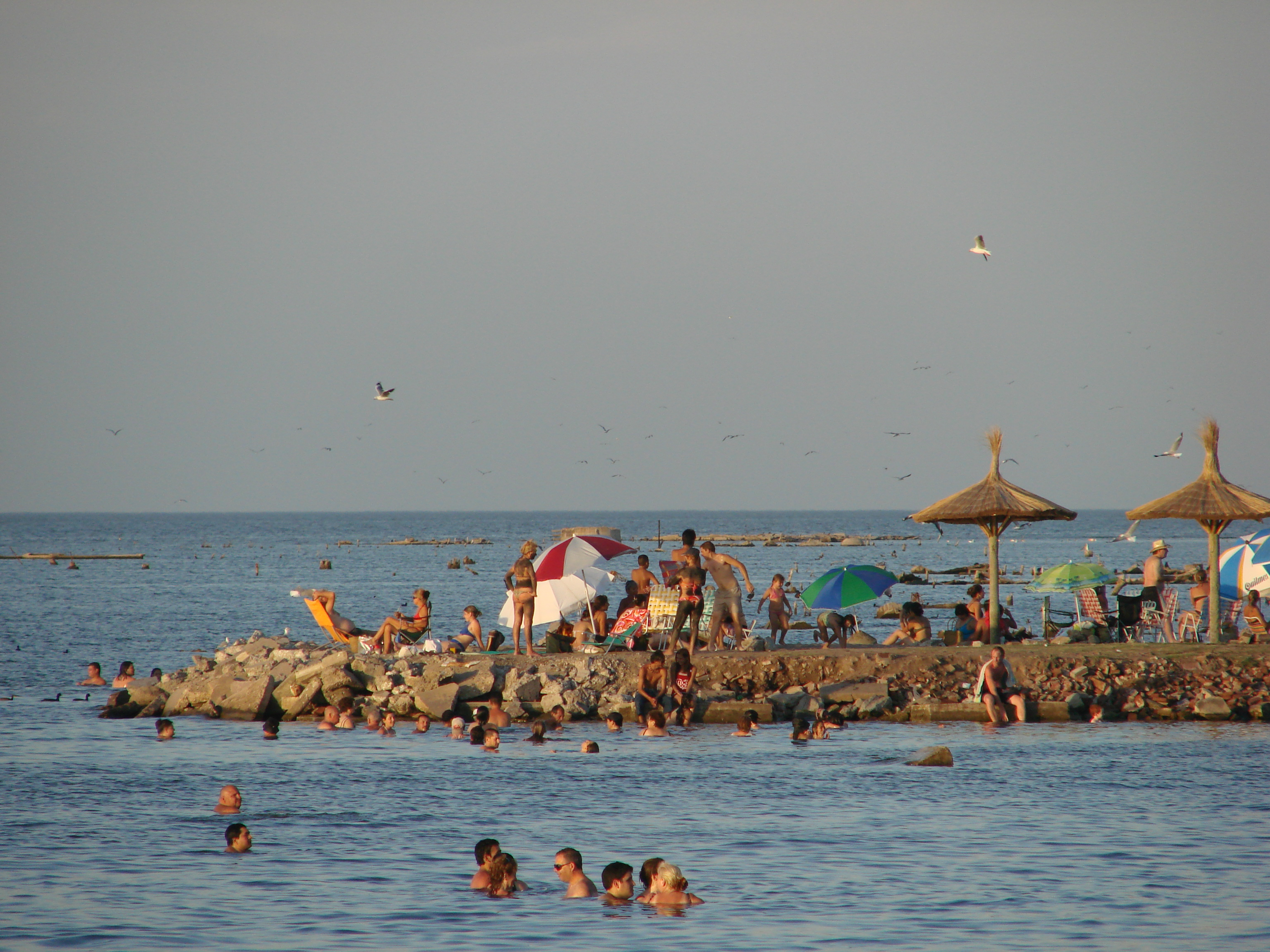
Playa de Miramar (notar los quinchos a modo de sombrillas permanentes).

En el siglo XXI, Miramar se encuentra en un período de florecimiento económico, ayudado por el arribo de una gran cantidad de turistas, procedentes en su mayoría de las provincias de Córdoba y Santa Fe,  quienes han elegido esta segura y apacible localidad para vivir durante el período de vacaciones. También, aunque en menor caudal acuden turistas de diversos puntos del país y del extranjero.
En 2008 el área de Mar Chiquita fue declarada, en una votación organizada por el gobierno provincial y el diario La Voz del Interior, primera maravilla natural de Córdoba, distinción que permitió un exponencial crecimiento del número de visitantes. 
El municipio ha destinado recursos para remozar las diferentes playas de Miramar,  construyendo duchas de agua dulce, plataformas de madera, y escaleras de hormigón, para facilitar el acceso de los turistas a la laguna. Durante los meses de verano, sus playas se colman de visitantes desde horas muy tempranas y hasta la caída del sol, aprovechando las bondades terapéuticas de sus cálidas aguas salobres, que se mantienen así durante todo el período estival.
Desde que comenzó su recuperación, Miramar ha visto incrementada su capacidad de albergue, debido a la ampliación de su hotelería y la construcción de numerosas cabañas.
Miramar contaba hasta 2010, con 2023 habitantes (Indec, 2010), lo que representa un incremento de casi el 2% frente a los 1,979 habitantes (Indec, 2001) del censo anterior.

### Nuevo Hotel CasinoSpaAnsenuza
En noviembre de 2015, el gobierno de la Provincia de Córdoba inauguró, en un extremo de la Avenida Costanera de Miramar, un moderno y confortable establecimiento hotelero de nivel internacional. Gerenciado por un concesionario privado, el mismo cuenta con 62 habitaciones de gran categoría, restaurante, piscina al borde de la laguna, balneario, cancha de golf de 9 hoyos, y muelle. También, a través del vestíbulo del hotel se puede entrar al casino, cuya explotación es dirigida por la Lotería de Córdoba. 

### Avenida Costanera

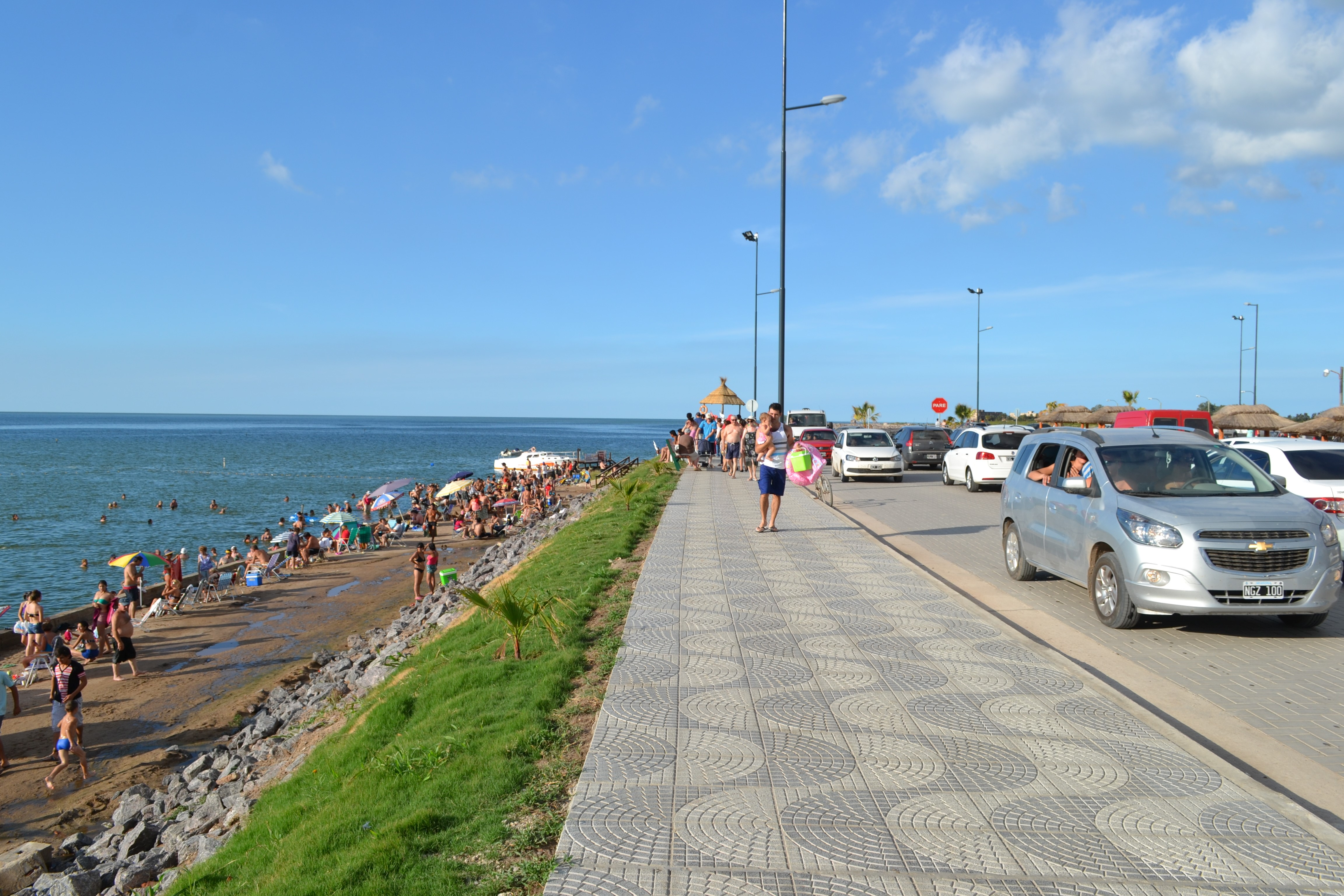
Panorámica sobre la Avenida Costanera de la localidad de Miramar, que bordea el Mar de Ansenuza, obra construida en el año 2013.

La Avenida Costanera de Miramar es una obra vial que bordea la laguna de Mar Chiquita, en un recorrido total de 800 metros. Fue inaugurada en diciembre del año 2013 por el entonces gobernador José Manuel de la Sota y el intendente de la localidad Adrián Walker. La obra fue construida con adoquines reticulados y cuenta con doble mano de circulación, 3 rotondas para la derivación del tránsito vehicular, una amplia vereda perimetral para el desplazamiento de peatones y un completo y moderno sistema de iluminación. A su vez se implantaron palmeras del género Washingtonia y bancos para el descanso, como así también mobiliario urbano para la práctica de deportes y el entrenamiento físico.

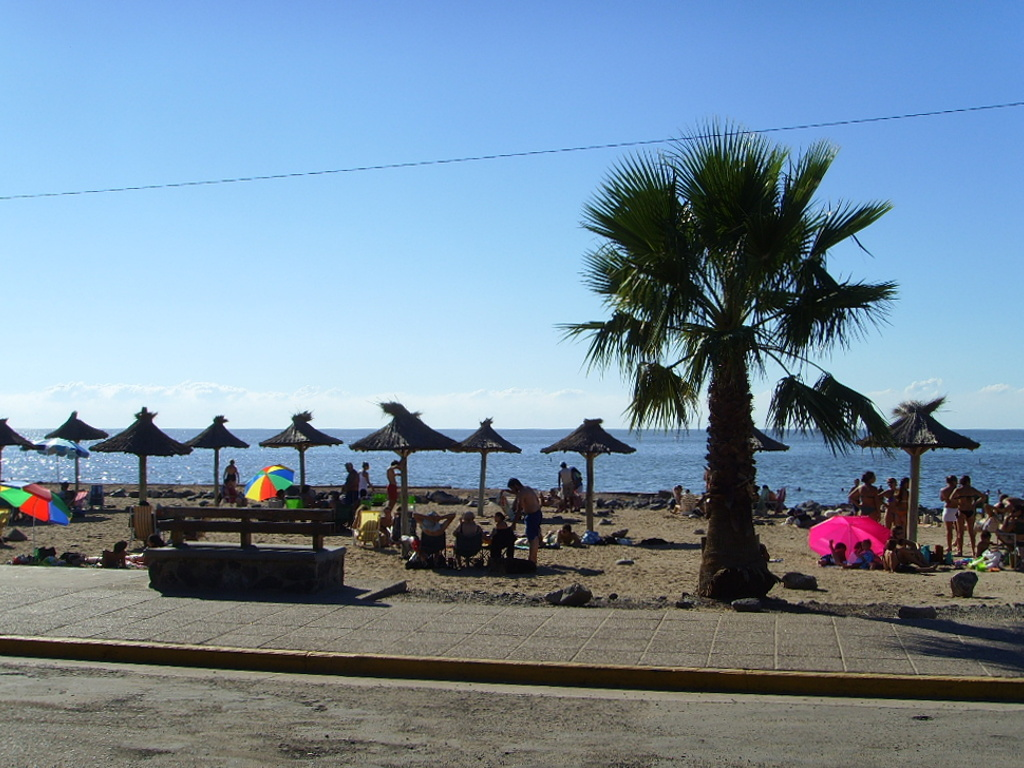
Costanera de Miramar

Esta obra, cuya inversión superó, los 1,2 millones de dólares, logró la integración de la localidad con el mar, posibilitando de esta manera el fácil acceso de los turistas y visitantes a las diferentes playas y embarcaderos. Con una vista espectacular al Mar de Ansenuza, la Avenida Costanera de Miramar, cambió la fisonomía urbana de esta villa turística, al brindar una integración suave y arquitectónica de la localidad con su entorno geográfico.

## Colonia Müller
Cinco kilómetros al este de Miramar se encuentran las ruinas de lo que alguna vez fue la próspera "Colonia Müller" (coordenadas: 30°53′22″S 62°39′09″O / -30.88944, -62.65250.), enclave de inmigrantes alemanes e italianos dedicados a las labores agrícolas. A principios de los años 40, la población había crecido bastante y, al no disponer de establecimiento educativo alguno para contener y formar a la población de niños en constante crecimiento, Hermann Müller, vecino y propietario de varios lotes decidió disponer de una vivienda deshabitada para que se comenzara el dictado de clases, alcanzando pronto un total de 105 chicos matriculados. En el año 1952 se creó la escuela N° 374 Juan Víctor González, pero las inundaciones desde 1977, deterioraron el puente que comunicaba Miramar con la Colonia, asentándole un gran golpe al colegio, cuya matrícula comenzó a disminuir, llegando a principios de los 2000 a contar solamente con ocho chicos matriculados. El año 2003 y su gran inundación sellaron definitivamente el destino de la escuela y de la población, que fue abandonada y quedó en ruinas.

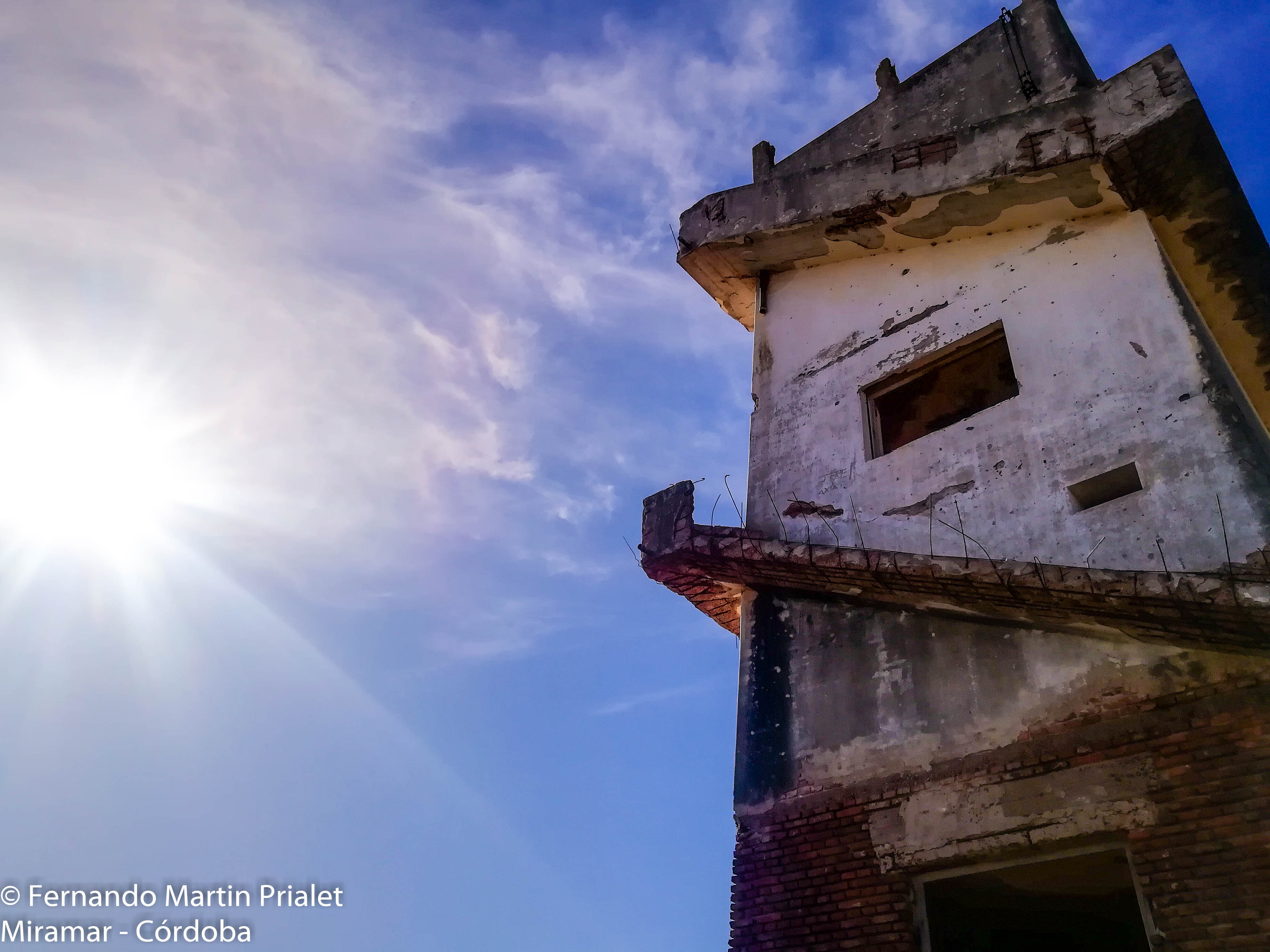
Restos edilicios de una construcción en Colonia Müller

## Parroquias de la Iglesia católica en Miramar
| Diócesis  | San Francisco                 |
| --------- | ----------------------------- |
| Parroquia | Santa Teresita del Niño Jesús |